# 卡里·雷默
卡里·雷默（芬蘭語：Karri Rämö，1986年7月1日—），芬兰男子冰球运动员，场上位置是守门员。他曾入选2018年冬季奥林匹克运动会芬兰男子冰球队名单，但并未上场参赛。